# 間部詮勝

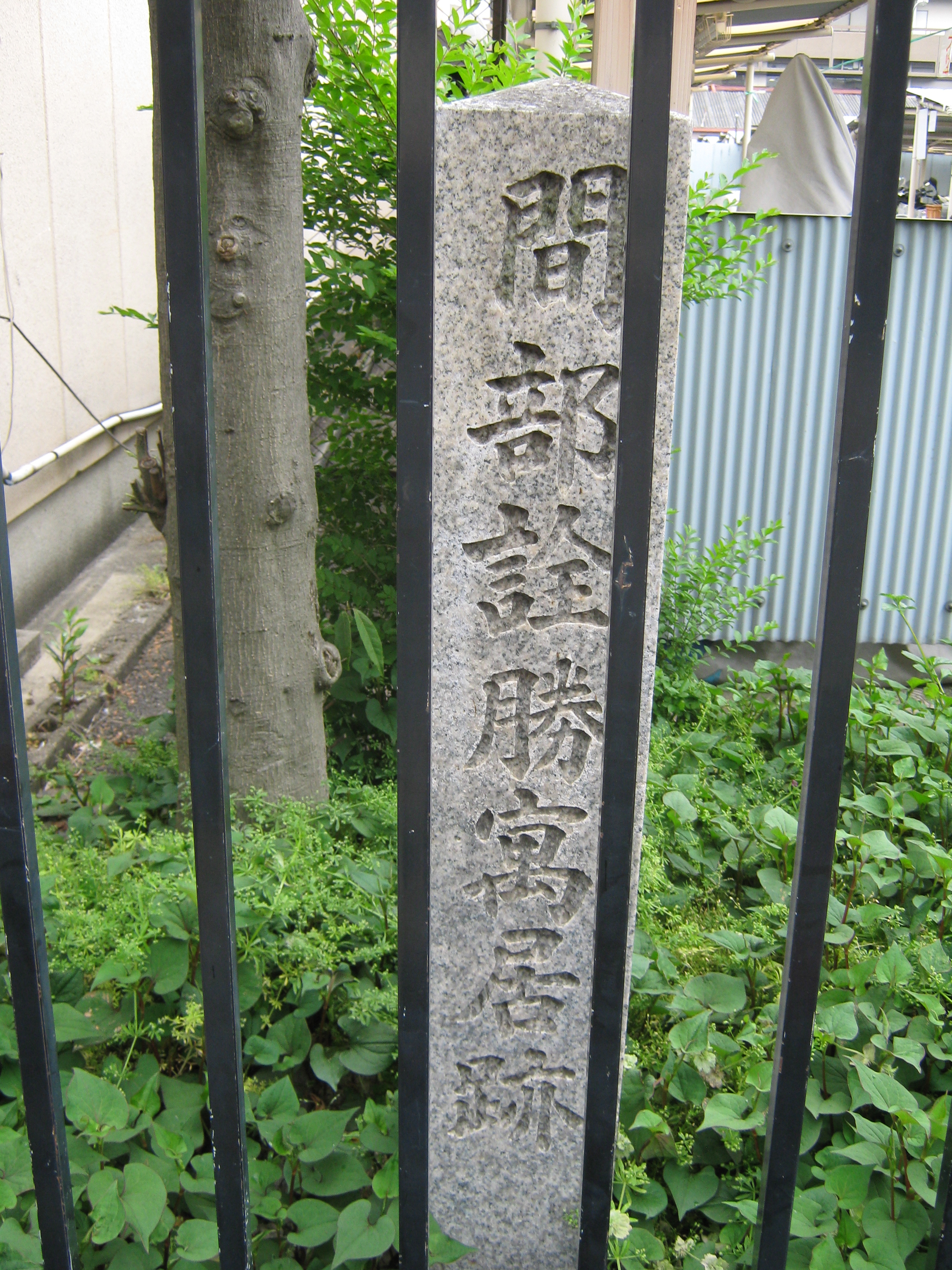
間部詮勝寓居跡、京都市中京区寺町通二条下る東側

間部 詮勝（まなべ あきかつ、文化元年2月19日〈1804年3月30日〉 - 明治17年〈1884年〉11月28日）は、江戸時代後期の大名。越前鯖江藩第7代藩主。間部家8代。幕末に老中首座を務めた。

## 生涯
文化元年（1804年）2月19日、間部詮熙の五男として江戸の鯖江藩邸で生まれる。幼名は鉞之進（えつのしん）。
文化11年（1814年）に鯖江藩主となり、11代将軍・徳川家斉の側近として奏者番、寺社奉行、大坂城代、京都所司代などを歴任する。天保11年（1840年）、家斉の推薦で西丸老中となったが、天保の改革を行った水野忠邦に、奢侈好みだった家斉の最晩年の側近だったと疎まれ、天保14年（1843年）に老中を辞任した。1840年には歴代藩主の念願であった築城許可を幕府より得て、築城計画を進めたたものの、狭小な地形と前年の大飢饉による領内の困窮により断念した。
その後、安政5年（1858年）6月に南紀派の大老井伊直弼の下で再び老中に復帰し、財政を担当する勝手御入用掛と外交を担当する外国御用取扱を兼務する。その後、勝手掛老中に上った。同年9月には上洛し、朝廷から日米修好通商条約調印の勅許を得るとともに、京都所司代酒井忠義とともに一橋派や尊皇攘夷派を弾圧する安政の大獄に奔走する。こうした動きに対し、吉田松陰は間部詮勝の暗殺を企てた。
しかし、安政6年（1859年）3月、江戸に戻ると井伊直弼と対立するようになる。条約の勅許を得るといった成果をあげたことで、幕政の主導権を握ろうとしたようである。その結果、同年12月に免職となる。また、徳川慶喜らの復権にともない、詮勝が老中在任中に失政ありとして、文久2年（1862年）11月に隠居謹慎とともに1万石の減封を蒙った。慶応元年（1865年）5月、謹慎を解かれた。
明治元年（1868年）10月、明治政府から会津藩との内通を疑われて国許での謹慎を命じられる。同年12月、謹慎を解かれる。明治2年11月、東京及び京都へ立ち入ることを許可される。
明治17年（1884年）11月28日に東京下谷車坂の屋敷にて死去。享年81（満80歳没）。その4か月前に間部家(子の間部詮道も隠居していたため当主は孫の間部詮信）は子爵を賜っている。間部家の東京での菩提寺は浄土宗の浅草九品寺であったが、葬儀は日蓮宗の浅草妙音寺において、同宗の大本山法華経寺の法王日亀によって執り行われ、遺骨も法華経寺に納められた。

## 経歴
※日付は旧暦
- 文化11年（1814年）
  - 7月、継嗣となる。　
  - 9月、家督相続し、鯖江藩主となる。
- 文政元年（1818年）11月16日、従五位下・下総守に叙任。
- 文政9年（1826年）6月17日、奏者番となる。
- 天保2年（1831年）5月28日、寺社奉行を兼帯。
- 天保8年（1837年）7月20日、大坂城代に異動。同日、従四位下に昇叙、下総守は元の如し。
- 天保9年（1838年）4月11日、京都所司代に異動。同日、侍従を兼任。
- 天保11年（1840年）1月13日、西丸（大御所徳川家斉）老中に異動。城主待遇となる。
- 天保12年（1841年）3月23日、将軍世子・徳川家祥（のちの家定）付老中に異動。
- 天保14年（1843年）閏9月21日、西丸（家祥付）老中を辞職。
- 安政3年（1856年）
  - 御達山（現鯖江市長泉寺町）に「嚮陽渓」（現・西山公園_(鯖江市)）を造成。
- 安政5年（1858年）
  - 6 月23日、雁の間席より老中。勝手御入用掛と外国御用取扱を兼帯。　
  - 6月26日、幕府使者として上洛。
- 安政6年（1859年）
  - 7月20日、勝手掛御役御免（外国御用取扱多忙に付き）。　
  - 7月23日、老中首座となる。
  - 11月28日、外国御用取扱兼帯解く。　
  - 12月24日、老中御役御免。
- 文久2年（1862年）11月20日、石高1万石を減封し、隠居。4万石となる。

## 系譜
父母
- 間部詮熙（実父）
- 永田氏 - 側室（実母）
- 間部詮允（養父）

正室
- 簾 - 松平康任の娘

側室
- 田子氏

子女
- 間部右京
- 間部詮実（次男）生母は簾（正室）
- 大河内信古、生母は簾（正室）
- 間部詮善
- 間部虎之助
- 大河内正質（五男）
- 菅沼定長（六男）
- 杉浦正尹
- 間部詮道（八男）生母は田子氏（側室）
- 室賀正祥
- 松平忠禎（十男）
- 常
- 通 - 市橋長和室
- 正
- 泰
- 鉚 - 板倉勝弘室
- 福聚 - 大沢基寿室のち浅野友三郎室
- 薬
- 太田資美室
- 誠

## エピソード
ペリー来航時の日本側の狼狽を読んだ狂歌『泰平の眠りを覚ます上喜撰 たつた四杯で夜も寝られず』の作者を間部詮勝とする説がある（「久里浜村誌」1917年（大正6年）刊。号の「松堂」で記載）。

## 登場する作品

### テレビドラマ
NHK大河ドラマ
- 『花の生涯』（1963年、演:内田朝雄）
- 『翔ぶが如く』（1990年、演:石坂重二）
- 『徳川慶喜』（1998年、演:石井愃一）
- 『篤姫』（2008年、演：谷本一）
- 『花燃ゆ』（2015年、演者：堀部圭亮）